# Ministeri de l'Amor
El Ministeri de l'Amor (Miniam o Minimor, segons l'edició traduïda, tal com es coneix en Novaparla) és un dels quatre ministeris que governen Oceania a l'obra "1984" de George Orwell, i l'indret on transcorre la major part de l'acció de la tercera i darrera part del llibre.
Els altres ministeris que hi apareixen es coneixen amb els noms de Ministeri de la Veritat (Miniver o Miniveri), Ministeri de l'Abundància (Miniabun o Minitot) i Ministeri de la Pau (Minipax).
Com aquests altres, el Ministeri de l'Amor té un nom deliberadament enganyós, bé que és el més proper a la realitat, ja que el seu propòsit és el d'obligar a la gent a estimar el Gran Germà, mitjançant el terror, tortures i rentats de cervell.
L'edifici on es troba el ministeri de l'amor ens és descrit com un lloc sense finestres, envoltat de tanca elèctrica, portes d'acer i torres on s'amaguen guardes armats amb metralladores.
Dins de l'edifici no els llums no s'apaguen mai, motiu pel qual té l'enigmàtic epítet "el lloc on no hi ha foscor". Tot i que el Partit li dona poca importància, la seva funció és ben coneguda, i possiblement aquest organisme de control de la població sigui el ministeri més important del govern.
Aquest ministeri conté la famosa "Habitació 101" i els quarters generals de la Policia del Pensament.